# Arca lactea
Arca lactea är en musselart. Arca lactea ingår i släktet Arca och familjen Arcidae. Inga underarter finns listade i Catalogue of Life.